# Corte (Adelsgeschlecht)

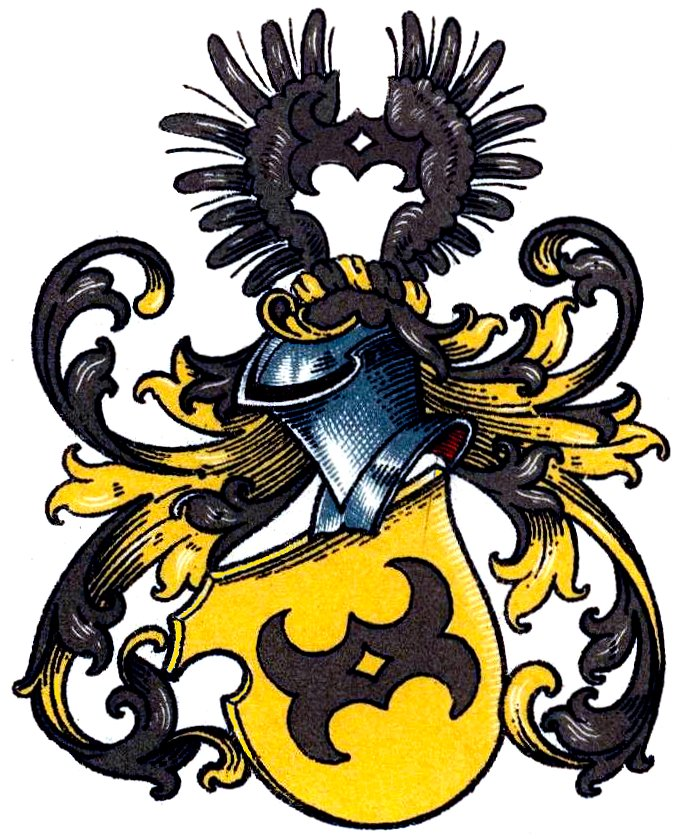
Wappen derer von Corte

Corte (auch de Corte, Korte o. ä.) ist der Name eines aus der westfälischen Grafschaft Mark stammenden Adelsgeschlechts.

## Geschichte
Das Geschlecht war in Büderich bei Werl sowie in Coesfeld und Borken begütert.
Anton Korte, Sohn von Heinrich Korte zu Bodrike (Büderich) und Hellenberg von Bodrike, erscheint urkundlich 1326–1338, u. a. 1326 als Burgmann zu Werl (Tonnies Korters). Dessen Tochter Gurda Korte, Erbin zu Monninckhof, war mit Arnold Hake (urkundl. 1393–1394) verheiratet. Helmich dey Korte wurde 1345 mit einem Zehnten zu Berchum belehnt. Denselben Zehnten trug 1371 Helmich de Kortze als Burgmann zu Burg Volmarstein zum Lehen. Derselbe Knappe Helmich Korte war 1382 Burgmann zu Werl. Bereits 1370 siegelte er mit dem Mühleisenwappen (siehe unten). Sophia de Korte, Nichte des Heinrich von Galen gen. Halswyk, erscheint 1611. Margret die Corte heiratete Johann von Sevenaer. Peter Corte war 1630 Kölner Bürger und heiratete Clara von Berchem, Tochter von Casper von Berchem und Elisabeth von Gruter.
Die Familie blühte noch 1672.

## Wappen
Blasonierung: In Gold ein schwarzes Mühleisen. Auf dem schwarz-golden bewulsteten Helm ein offener, schwarzer Flug, dazwischen das Mühleisen. Die Helmdecken sind schwarz-golden.
Aufgrund der Wappenähnlichkeit mit dem Mühleisen vermutet Anton Fahne eine Verwandtschaft mit den Röddinghaus und Prins.